# Résolution 211 du Conseil de sécurité des Nations unies
Membres permanents
- Chine (Taïwan)
- États-Unis
- France
- Royaume-Uni
- URSS

Membres non permanents
- Bolivie
- Côte d'Ivoire
- Jordanie
- Malaisie
- Pays-Bas
- Uruguay

Résolution no 210 Résolution no 212
La Résolution 211  est une résolution du Conseil de sécurité des Nations unies adoptée le 20 septembre 1965, dans sa 1242e séance, après les appels à un cessez-le-feu dans les résolutions 209 et 210 qui sont restées lettre morte, le Conseil a exigé que les deux forces (Inde et Pakistan) devaient se retirer sur les positions qu'elles occupaient avant le 5 août 1965 et que la résolution prenait effet à 7 heures GMT le 22 septembre 1965.
Le Conseil demande au Secrétaire général de veiller à la supervision du cessez-le-feu et a appelé tous les États à s'abstenir de toute action qui pourrait aggraver la situation. Le Conseil a également décidé que dès qu'un cessez-le-feu pourrait être atteint, qu'il examinerait quelles mesures pourraient être prises pour aider à un règlement du problème politique qui génère ce conflit.

## Vote
La résolution a été approuvée à 10 voix contre 0.

La Jordanie s'est abstenu.

## Texte
- Résolution 211 Sur fr.wikisource.org
- Résolution 211 Sur en.wikisource.org